# Call of Duty: Black Ops II
Call of Duty: Black Ops II ist ein Ego-Shooter, der von Treyarch entwickelt und von Activision publiziert wird. Die Erstveröffentlichung war am 13. November 2012 für die Plattformen Windows, Xbox 360 und PlayStation 3. April 2017 wurde das Spiel abwärtskompatibel mit der Xbox One. Es war auch unter anderem ein Launchtitel der Wii U vom 30. November 2012. Innerhalb eines Tages erzielte das Spiel einen Umsatz von 500 Millionen US-Dollar, der bis dahin erfolgreichste Verkaufsstart eines Videospieles. Nach 15 Tagen hatte das Spiel einen weltweiten Umsatz von mehr als einer Milliarde US-Dollar erreicht. Bis 2013 wurden über 24,3 Millionen Exemplare verkauft.
Als neunter Teil der Call-of-Duty-Serie knüpft er direkt an die Geschehnisse des Vorgängertitels Call of Duty: Black Ops an. Die Handlung spielt teils in den 1980er Jahren und im Jahre 2025. Der Spieler kann unter anderem durch die neuen Strike-Force-Modi die Handlung durch eigene Entscheidungen beeinflussen. Das Setting soll sich in einzelnen Abschnitten an Echtzeit-Strategiespielen orientieren.

## Handlung

### Hintergrund
Die Welt hat sich rasant weiterentwickelt: Treyarch führt den Grundsatz des Mooreschen Gesetzes weiter, laut dem sich die Rechenleistung ungefähr alle zwei Jahre verdoppelt. Demnach werden im Jahre 2025 Supercomputer, die für heutige Zeiten undenkbar sind, auch im Kleinformat verfügbar sein. Dieser Wandel hat auch das Militär deutlich beeinflusst. Weltmächte wie die USA und China haben ihre Armeen größtenteils durch unbemannte Roboter, Mechs und Drohnen ersetzt; bedeutend weniger menschliche Soldaten sind noch im Dienst.
Diese Entwicklung steht unter starker Kritik; es bestehe ein potenzielles Sicherheitsrisiko, dass jemand die Kontrolle über die unbemannten Maschinen übernimmt und gegen die ursprünglichen Betreiber selbst richtet.

### Haupthandlung
Die Welt befindet sich inmitten eines „zweiten kalten Krieges“ zwischen der Volksrepublik China und den Vereinigten Staaten um die kostbaren Metalle der Seltenen Erden, jene 17 Elemente, die für die moderne Technik unerlässlich sind. Als in China große Mengen solcher Metalle entdeckt werden, stammen mittlerweile 95 % des weltweiten Angebotes dieser Metalle aus China, was insbesondere die Vereinigten Staaten in Abhängigkeit von China bringt. Als China jedoch den Export dieser Metalle verbietet, legt ein Cyberangriff die chinesischen Börsen lahm. Seitdem befinden sich die Länder in einem unterschwelligen Konflikt; die Spannungen nehmen jedoch zu, und es besteht ähnlich wie zur Zeit des Kalten Krieges eine permanente Gefahr, dass es tatsächlich zu kriegerischen Auseinandersetzungen kommt.
Dieser Konflikt wird von dem Terroristen Raul Menendez geschürt, der die Terrororganisation Cordis Die führt, die über eine Milliarde Anhänger hat. Im Verlauf der Handlung wird Menendez’ Hintergrund beleuchtet, der den amerikanischen Kapitalismus für das Leiden und den Tod seiner geliebten Schwester Josefina verantwortlich macht.
Die spielbare Handlung beginnt im Jahre 1986 inmitten des Bürgerkrieges in Angola. Alex Mason und Jason Hudson sind auf der Suche nach ihrem Kameraden Frank Woods. Im Austausch gegen Informationen über dessen Aufenthaltsort unterstützen sie Jonas Savimbi im Kampf gegen die MPLA. Schließlich finden sie Woods, der von dem Waffenhändler Menendez gefangen gehalten wird. Es kommt zu einem Handgemenge zwischen Mason und Menendez, in dessen Folge sich ein Schuss löst, der Menendez’ Gesicht trifft, was ihn zeit seines Lebens entstellen wird.
Die nächste Mission spielt im Jahre 2025 in Myanmar, wo Alex’ Sohn David zusammen mit seinen Kameraden Mike Harper und Javier Salazar in eine Forschungseinrichtung des mittlerweile zum Terroristen gewordenen Raul Menendez eindringt, um Informationen über die seltene Erde Celerium zu erhalten. Dort finden sie zusätzlich Informationen über eine Cyberwaffe namens Karma.
Im Jahre 1985 versuchen Mason, Woods und Hudson Informationen über Menendez' Engagement im Afghanistan-Krieg zu erhalten. Sie kämpfen zusammen mit den Mudschaheddin gegen die Sowjetarmee, werden aber letzten Endes von den Islamisten, die mit Menendez kooperieren, verraten. Nach ihrer Rettung gehen sie nach Nicaragua, um mit Hilfe von Manuel Noriega Menendez dingfest zu machen. Beim Anblick von Menendez verliert Woods, der von Menendez in Angola gefoltert wurde, die Nerven und wirft eine Handgranate auf diesen. Die Granate tötet allerdings Menendez’ Schwester Josefina, auch Menendez stirbt scheinbar. Auf Hudsons Wunsch hin wird Stillschweigen über die Ereignisse vereinbart.
Es erfolgt ein Wechsel ins Jahr 2025, wo David und Mike einen von Menendez' Stützpunkten infiltrieren und wieder Hinweise auf Karma finden. Die Spur führt auf die schwimmende Stadt COLOSSUS, wo sie schließlich Karma finden, die sich als Mensch entpuppt: Es handelt sich um die Hackerin Chloe Lynch, die offenbar für Cordis von großer Wichtigkeit ist, da der Söldner DeFalco versucht, Chloe zu entführen, was David zu verhindern versucht.
Die Handlung springt ins Jahr 1989. Während der Invasion Panamas erhalten Mason und Woods den Auftrag, Manuel Noriega festzunehmen. Nachdem es ihnen gelungen ist, bekommen sie von Hudson den Befehl, Noriega gegen einen prominenten Gefangenen auszutauschen. Dieser ist niemand anderes als Menendez. Woods bekommt den Auftrag, den gefesselten und vermummten Menendez mit einem Scharfschützengewehr zu töten. Doch es ist eine Falle von Menendez und Noriega: In Wahrheit ist der Gefangene Mason und sie haben Hudson mit der Drohung, Alex’ Sohn David zu töten, gefügig gemacht. Menendez verstümmelt Woods, indem er ihm die Kniescheiben zerschießt und tötet Hudson. Dem ebenfalls anwesenden, jugendlichen David verspricht er, dass sie sich eines Tages wiedersehen werden.
Im Jahre 2025 ist es David, der von Woods über das Schicksal seines Vaters aufgeklärt wurde, gelungen, einen Maulwurf namens Farid in Menendez’ Organisation einzuschleusen, mit dem Ziel, Menendez dingfest zu machen. Nachdem dieses gelungen ist, wird er auf den (fiktiven) Flugzeugträger USS Barack Obama gebracht. Dieser wird jedoch nach kurzer Zeit von Söldnertruppen angegriffen, Menendez befreit sich und erobert die Kommandozentrale der Obama. Dort lädt er einen Computervirus in das Netzwerk der US-Army hoch, mit dessen Hilfe er die Kontrolle über die Drohnenflotte der USA erlangt und entkommt.
Sein erstes Angriffsziel ist das Treffen der G7-Staatschefs in Los Angeles und David bekommt den Auftrag, die US-Präsidentin zu schützen. Nachdem die Präsidentin in Sicherheit gebracht ist, kann endlich der Standort von Menendez' Hauptquartier ermittelt werden, es befindet sich auf Haiti. Die Invasion gelingt, Menendez ist zunächst unauffindbar, meldet sich aber per Livestream weltweit zu Wort. Er ruft eine Revolution gegen die Regierungen der Welt aus und zerstört die gesamte Drohnenflotte der USA. David verfolgt den in US-Uniform fliehenden Menendez und in den Trümmern der Anlage kommt es zur finalen Konfrontation.
Es folgt der Abspann, in dem die nachfolgenden Ereignisse, beinhaltend die Konsequenzen der durch den Spieler getroffenen Entscheidungen dargestellt werden, sodass es mehrere Ausgänge der Geschichte gibt. Nach dem Abspann folgt ein Live-Auftritt von Avenged Sevenfold im Club Solar, mit Woods am Schlagzeug, Menendez an der Gitarre und allen Haupt- und Nebencharakteren des Spiels im Publikum, die den Auftritt bejubeln.

## Spielprinzip
Rund ein Drittel der Missionen spielen als Rückblenden in den 1980er, beispielsweise während der sowjetischen Intervention in Afghanistan. In diesen Missionen stehen Alex Mason sowie Frank Woods, zwei aus Black Ops bekannte Protagonisten im Mittelpunkt. Dabei soll vor allem die Vergangenheit von Raul Menendez aufgeklärt werden, während im Zentrum die Handlung in der Zukunft steht. In der Gegenwart spielt man hauptsächlich den Soldaten David Mason.

### Strike-Force
Es gibt neue, sogenannte Strike-Force-Missionen. Diese Missionen sind in die Hauptkampagne eingebettet und Teil der Handlung. Bei der Missionswahl kann der Spieler zwischen mehreren Missionen wählen, um eine davon selbst zu übernehmen, die anderen werden von Verbündeten erledigt. Deren Ausgang wird erst später in der Handlung bekannt. Es ist irrelevant, ob eine Mission komplett absolviert wurde, die Handlung wird unabhängig davon fortgesetzt. Somit werden verschiedene Handlungsverläufe und unterschiedliche Spielenden ermöglicht, durch die der Spieler animiert werden soll unterschiedliche Möglichkeiten auszuprobieren. Durch diese Missionen soll der Wiederspielwert gesteigert werden.

### Überlebenskampf
Treyarch hat den aus Call of Duty: World at War und Call of Duty: Black Ops bekannten Überlebenskampf wieder in das Spiel eingebaut. Dieser kann von mit bis zu 4 Spielern im Koop-Modus zusammengespielt werden, wobei die Level im Vergleich zu den Vorgängern vergrößert wurden. Dabei steht eine Karte zur Auswahl die in 3 Teile gegliedert ist. Im Überlebensmodus ‚Schmerz‘ sind 8 Spieler (2 Gruppen je 4 Spieler) möglich. Weitere Karten werden in 4 Kartenpaketen vorhanden sein/Revolution/Uprising/Vengeance/Apocalypse.

### Mehrspielermodus
Der Mehrspielermodus ist so wie bei den Vorgängern erhalten geblieben.

#### Öffentlicher Modus
Im Gegensatz zum Einzelspieler beziehungsweise der Kampagne verzichtet der Mehrspielermodus weitgehend auf eine Geschichte. Es stehen insgesamt zwölf Modi im Normalmodus zur Auswahl (Hardcore fünf Modi). Hinzu kommen die Liga-Modi. Die zwölf Modi im öffentlichen Modus sind:
| Name               | Aufteilung der Spieler                                    | Ziel |
| ------------------ | --------------------------------------------------------- | --- |
| Team-Deathmatch    | Zwei Teams treten gegeneinander an                        | Als erstes Team 75 Abschüsse erzielen |
| Multi-Team         | 2–3 Teams aus 2–3 Personen treten gegeneinander an        | Als erstes Team eine prozentuale Anzahl an Abschüssen erzielen (im Verhältnis zur Gesamtspielerzahl) |
| Söldner-Mosh-Pit   | Verschiedene Anzahl von Teams mit unterschiedlicher Größe | Spieler können aus zufälligen Karten sowie Modi wählen |
| Frei für Alle      | Jeder gegen Jeden                                         | Innerhalb einer bestimmten Zeitvorgabe 30 Abschüsse erzielen |
| Herrschaft         | Zwei Teams treten gegeneinander an                        | Alle Flaggen erobern und vor der Rückeroberung beschützen |
| Bodenkrieg         | Zwei Teams treten gegeneinander an                        | 3 verschiedene Spielmodi (Herrschaft, Team-Deathmatch, Abschuss bestätigt) bei denen mehr Punkte benötigt werden als in diesen Modi selber, in diesem Spielmodus bestehen die Teams aus mehr Personen als in den anderen Modi                                   |
| Sprengkommando     | Zwei Teams treten gegeneinander an                        | Kommandoeinheiten mithilfe einer Bombe zur Detonation bringen. Ein Team verteidigt, eines greift an. |
| Abschuss bestätigt | Zwei Teams treten gegeneinander an                        | Das Team, welches als erstes 100 Marken aufsammelt gewinnt. Abschüsse erzielen nur 50 Punkte. Weitere 100 Punkte werden durch das Aufsammeln der Erkennungsmarke des getöteten Gegners erworben                                                                 |
| Stellung           | Zwei Teams treten gegeneinander an                        | Bestimmte Kartenabschnitte vor Gegnern sichern. Das Team, welches einen Abschnitt eine bestimmte Zeit frei von Gegnern hält erhält Punkte. Wer als erstes 250 Punkte erreicht gewinnt. 3 Abschnitte pro Runde                                                   |
| Hauptquartier      | Zwei Teams treten gegeneinander an                        | Ein Hauptquartier taucht auf einer zufälligen Stelle der Karte auf, dieses muss eingenommen werden. Nach der Einnahme kann das Team, welches das Hauptquartier kontrolliert nicht wieder einsteigen, bis das Hauptquartier vom gegnerischen Team zerstört wurde |
| Capture the Flag   | Zwei Teams treten gegeneinander an                        | Ziel ist es die gegnerische Flagge aus deren Start-Zone zu entwenden und zur eigenen zu bringen. |
| Suchen & Zerstören | Zwei Teams treten gegeneinander an                        | Es muss eine Kommandoeinheit gesucht werden, welche dann wie beim Modus „Sprengkommando“ mit einer Bombe zur Detonation gebracht werden muss. Ein Team greift an, das Andere verteidigt. Kein Wiedereinstieg                                                    |

Bei allen Modi ist ein limitierender Timer enthalten, welcher das Spiel nach einer bestimmten Zeit beendet. Das Team mit den meisten Punkten hat das Spiel gewonnen. Bei gleichen Punkten wird das Spiel mit einem Unentschieden beendet.

#### Liga-Modi
Im Gegensatz zum öffentlichen Modus stellt das System in den Liga-Modi die Teams so zusammen, dass sich möglichst gleich gute Spieler gegenüberstehen. Diese Variable wird im öffentlichen Modus absichtlich außer Acht gelassen. Um die Fähigkeiten eines Spielers einzuschätzen, muss dieser 5 Klassifizierungsspiele absolviert haben. Dabei wird auf das Verhältnis der Abschüsse im Vergleich zu den eigenen Toden geachtet.
Die Klassifizierung erfolgt in sogenannte Divisionen.
| Name    | Prozentualer Anteil der Spieler       |
| ------- | ------------------------------------- |
| Meister | Die besten 2 % der aktiven Spieler    |
| Platin  | Die 18 % der aktiven Spieler darunter |
| Gold    | Die 20 % der aktiven Spieler darunter |
| Silber  | Die 20 % der aktiven Spieler darunter |
| Bronze  | Die 20 % der aktiven Spieler darunter |
| Eisen   | Die untersten 20 %                    |

Es existieren drei Ligen, die Mosh-Pit-Liga, die World-League und die Team-Deathmatch-Liga.
Mosh-Pit-Liga
Die Mosh-Pit-Liga ist für das obere Segment der „Hobby“-Spieler konzipiert. Folgende Modi auf allen Karten werden dort gespielt: Team Deathmatch, Kill Confirmed, Capture the Flag, Hardpoint, Domination.
World-League
Die World-League ist wiederum für die semi-professionellen Spieler konzipiert. Folgende Modi auf allen Karten werden dort gespielt: Capture the Flag, Search and Destroy, Hardpoint.
Team-Deathmatch-Liga
In der Team-Deathmatch-Liga wird ausschließlich Team Deathmatch gespielt.
Dieses wird auf allen Karten des Spieles ausgeführt.

## Entwicklungsgeschichte
Zur Veröffentlichung von Call of Duty: Modern Warfare 3 sagte Activision-Blizzard-CEO Robert Kotick aus, dass man bereits an einem neuen Ableger für die Call-of-Duty-Serie arbeite. Am 9. Februar 2012 wurde offiziell die Veröffentlichung eines neuen Titels bekanntgegeben, mit der Aussage, er werde „bedeutungsvolle Innovationen“ bieten.

### Sprecher
Die englische Sprachfassung entstand unter der Regie von Keith Arem durch PCB Productions. Die deutsche Fassung entstand bei der m&s music Tonstudio GmbH in Offenbach am Main. Die zurzeit einzigen, bekannten, deutschen Sprecher sind Bert Stevens und Thomas Friebe.
| Rolle                      | Englischer Sprecher |
| -------------------------- | ------------------- |
| Alex Mason                 | Sam Worthington     |
| Jason Hudson               | Michael Keaton      |
| Mike Harper                | Michael Rooker      |
| Frank Woods                | James C. Burns      |
| Raul Menendez              | Kamar de los Reyes  |
| David "Section" Reyes      | Rich McDonald       |
| Admiral Tommy Briggs       | Tony Todd           |
| Javier Salazar             | Celestin Cornielle  |
| Chloe "Karma" Lynch        | Erin Cahill         |
| Farid / Mujahideen Soldier | Omid Abathi         |
| DeFalco                    | Julian Sands        |
| Jonas Savimbi              | Robert Wisdom       |
| Tian Zhao                  | Byron Mann          |
| Manuel Noriega             | Benito Martinez     |
| Secretary of Defense       | Jim Meskimen        |
| Premier Chen               | James Hong          |
| Col. Lev Kravchenko        | Andrew Divoff       |
| President Bosworth         | Cira Larkin         |
| Lt. Col. Oliver North      | Oliver North        |

## Rezeption
Das Schweizer Magazin GBase hat Call of Duty: Black Ops 2 eine Wertung von 8,5 verliehen. Im Testbericht wurden vor allem die intensive Atmosphäre, die kinoreife Inszenierung sowie die neuen Strike-Force-Missionen gelobt. Im Gegenzug wurde beispielsweise die etwas schwache KI der Gegner bemängelt.
arrcade.de vergibt eine Wertung von 8,0. Im Testbericht wurde das Multiplayergrundgerüst und der gemeinschaftliche Aspekt des Zombie-Modus gelobt. In der Kritik standen die veraltete Grafik und eine unterdurchschnittlich schlechte KI.
Die Website GameTrailers zeichnete Call of Duty: Black Ops 2 als Besten Shooter aus.

## Trivia
- Die Punkteserie „Wächter“ im Multiplayermodus benötigt laut einer Beschriftung 1,21 Gigawatt, was eine Hommage an Zurück in die Zukunft ist. Die Zeitmaschine benötigt für eine Zeitreise 1,21 Gigawatt.
- 2012 klagte der damals noch lebende Manuel Noriega gegen die Entwicklerfirma Activision Blizzard, da er mit der Darstellung seiner Person im Spiel als „Mörder und Staatsfeind“ nicht einverstanden war.[23]